# Ranbu no Melody
Ranbu no Melody (乱舞のメロディ?) è un brano musicale del gruppo musicale giapponese Sid, pubblicato come loro ventesimo singolo il 1º dicembre 2010. Il singolo ha raggiunto la quinta posizione della classifica Oricon dei singoli più venduti in Giappone ed è rimasto in classifica per tredici settimane, vendendo oltre 57 538 copie. Il brano è stato utilizzato come tredicesima sigla dell'anime Bleach, dal duecentonovantaduesimo al trecentosedicesimo episodio.

## Tracce
CD Singolo KSCL-1699
1. Ranbu no Melody (乱舞のメロディ)
2. Danro (暖炉)
3. Hosoi Koe (Live from SID Summer Festa 2010) (ホソイコエ)

Durata totale: 12:28

## Classifiche
| Classifica (2010)     | Posizione più alta |
| --------------------- | ------------------ |
| Oricon weekly singles | 5                  |